# Юнусов, Роман Андреевич
Рома́н Андреевич Юну́сов (род. 9 сентября 1980, Кимовск, Тульская область[…]) — российский актёр, юморист, участник Comedy Club (дуэт «Сёстры Зайцевы»). телевизионный ведущий.

## Биография
Родился в Кимовске, Тульская область) 9 сентября 1980 года. Отец лезгин, родом из Дагестана, мать русская. После развода родителей уехал в Тульскую область. После окончания средней школы поступил в Московскую сельскохозяйственную академию.
Играл в КВН в составе команд Мегаполис и РосНОУ. В 2003 году познакомился с капитаном команды «Новые армяне» Гариком Мартиросяном, от которого узнал о наборе в программу Comedy Club. Придя на кастинг, он встретил Алексея Лихницкого, который прошёл кастинг и искал себе напарника для дуэта.
Совместно с Лихницким был ведущим утреннего эфира на радио «Максимум».
В 2010 году участвовал в программе Наша Russia в роли болельщика «Москвича».
С 21 февраля 2016 года по 28 января 2017 года — ведущий телевикторины «Подмосковные вечера» на «Первом канале».
С марта 2018 года ведущий развлекательной программы «Шоу выходного дня» на СТС.
В июне 2020 года запустил сайт реалити-шоу «Голосуй или не пизди!», посвящённый агитации за участие в голосовании по поправкам к конституции России.
В феврале 2022 года стал участником второго сезона шоу «Звёзды в Африке» на ТНТ, где занял седьмое место.
В конце 2022 года стал одной из самых популярных знаменитостей на сайте видеопоздравлений Видеограм.

## Фильмография
- 2010 — «Наша Russia» (5 сезон) — Валера, болельщик «Москвича»
- 2010 — «Разрушители пословиц» — ведущий
- 2013 — «Что творят мужчины!» — Гоша
- 2013 — «Остров везения» — Рома
- 2013 — «Корпоратив» — Слава, полицай
- 2013 — «Кот Гром и заколдованный дом» (мультфильм, Франция) — Чихуахуа (дубляж)
- 2015 — «Что творят мужчины! 2» — Гоша
- 2015 — «Женщины против мужчин» — Макс
- 2015 — «Ноги прокурора» — ведущий
- 2015 — «Весёлая ночка»[13]
- 2016 — «Подмосковные вечера»
- 2016 — «Одноклассницы»
- 2016 — «Пушкин»
- 2017 — «Zомбоящик» — ведущий передачи «Хочу всё узнать» / прокурор / кузнец Федот / папа Пети / Лев Толстой / Санта-Клаус / священник / Карлсон / сотрудник ГИБДД
- 2018 — «Женщины против мужчин: Крымские каникулы» — Макс
- 2018, 2019 — «Шоу выходного дня» — соведущий
- 2024 — «Бар „МоскваЧики“» — босс
- 2024 — «Казачок» — одноглазый татарин